# Havisidedolfijn
De havisidedolfijn (Cephalorhynchus heavisidii) of - verkeerd gespeld - heavisidedolfijn is een Afrikaanse soort dolfijn uit het geslacht Cephalorhynchus.

## Naamgeving
De dolfijnensoort is genoemd naar Haviside, een kapitein van de British East India Company, die het eerste specimen naar Engeland bracht. De soort wordt echter vaak toegeschreven aan de arts Heaviside, die specimens niet afkomstig van walvissen aan het British Museum verkocht. De foute naam wordt echter gebruikt in de soortaanduiding heavisidii, die volgens de regels niet kan worden veranderd. Ook in de populaire namen komt de foute naam algemeen voor.

## Voorkomen
De havisidedolfijn komt voor in het zuidwesten van Afrika, van Kaap de Goede Hoop (Zuid-Afrika) tot Kaap Kruis (Noordwest-Namibië) en Zuid-Angola. Hij leeft vooral in kustgebieden met water dat hoogstens 100 meter diep is, maar is ook op ruim 70 kilometer van de kust waargenomen. Ze komen meestal voor in groepjes van hooguit 10 exemplaren, maar dat kan oplopen tot 20 tot 30 exemplaren. Het vaakst komen ze voor in paren en trio's. Vermoedelijk wisselt de samenstelling van de groepjes. Het is een eerder schuwe en weinig actieve soort die zich soms toch voor langere tijd bij kleine schepen waagt. Hij maakt soms snelle voorwaartse salto's tot twee meter hoog die eindigen met een slag van de staart op het water.
Het is onbekend hoe groot de populatie is. Ze lijken nergens in hun leefgebied erg algemeen voorkomend te zijn.

## Kenmerken
De dolfijnensoort wordt tussen 1,2 en 1,75 meter lang en weegt tussen 40 en 75 kilogram. Een kalf wordt geboren met een lengte van 0,8 tot 0,85 meter en weegt 9 à 10 kilogram. Het kalf lijkt op de volwassen exemplaren, maar is slanker, meer effen donker.
De havisidedolfijn is grijs met een witte buiktekening in de vorm van een drietand. De twee buitenste, vingervormige "tanden" lopen van de buik naar de flanken; bij vrouwtjes is die soms wat groter dan bij mannetjes. De buikvlek is rond de anus verschillend tussen de seksen. Van de keel tot de borstvinnen heeft de dolfijn een witte oksel. Vanaf het blaasgat loopt er een zwartblauwe lijn die breder wordt iets voor de rugvin en zo afloopt via de achterflanken tot de staart. Op de bovenkant van de staartaanzet zit een variabele, lichte streep. De kop is kegelvormig en heeft geen opvallende snuit. Rond het oog en op de snuit bevindt zich een donkere ovale vlek die overgaat in de lichtere kleur van de rest van het voorlijf. De nek heeft een bruingrijze tot paarsgrijze tint. Er zijn havisidedolfijnen waargenomen die nagenoeg wit zijn.
De staart heeft een inkeping in het midden en loopt uit in twee gebogen, ronde punten. De flippers zijn relatief kort en hebben een stompe punt. De rugvin is zwart, driehoekig en puntig; dit in tegenstelling tot de andere soorten van het geslacht, die een rondere rugvin hebben. De rugvin is licht variabel. De staartaanzet is bij vrouwtjes soms wat groter dan bij mannetjes.
Elke tandenrij van een exemplaar telt zo'n 22 à 28 kleine, scherpe tanden.

## Voeding
Op het menu van de havisidedolfijn staat vooral bodemvis, zoals jonge heek. Daarnaast eten ze ook andere vissen, koppotigen en schaaldieren.

## Voortplanting
Er is weinig bekend over de voortplanting van deze soort, maar kalfjes worden waargenomen van oktober tot en met januari.

## Bedreigingen
De havisidedolfijn staat minder bloot aan bedreigingen dan de andere soorten uit zijn geslacht. De voornaamste bedreigingen bestaan uit vervuiling, bootverkeer en verstikking in visnetten. Soms worden ook exemplaren gevangen voor menselijke consumptie.